# Bataille navale de Pietracorbara
Libération de la Corse (1943)
Batailles
1940
- Vado
- Siège de Malte
- Club Run
- Convoi Espero
- Mers el-Kébir
- Punta Stilo
- Cap Spada
- Hurry
- Cap Passero
- MB.8
- Tarente
- Détroit d'Otrante
- White
- Cap Teulada

1941
- Excess
- Convoi AN 14
- Grog
- Abstention
- Baie de La Sude
- Cap Matapan
- Îles Kerkennah
- Crète
- Galite
- Substance
- Halberd
- Convoi Duisburg
- Cap Bon
- Syrte (1941)
- Rade d'Alexandrie

1942
- Syrte (1942)
- Calendar
- Bowery
- Albumen
- Harpoon
- Vigorous
- Pedestal
- Agreement
- Torch
- Stoneage
- Sabordage de la flotte française à Toulon
- Portcullis
- Banc de Skerki
- Olterra (navire auxiliaire)
- Raid sur Alger

1943
- Zouara
- Convoi de Cigno
- Convoi de Campobasso
- Corkscrew
- Husky
- Gela
- Scylla
- Pietracorbara
- Dodécanèse
  - Rhodes
  - Leros
  - Kos
- Convoi KMF-25A

1944
- Ist
- Raid sur Santorin
- Raid sur Symi
- Port-Cros
- La Ciotat
- Île de Pag

1945
Mer Ligure
- Convois alliés
  - convois de Malte
- Campagne des U-boote
- Campagne adriatique

La bataille navale de Pietracorbara ou action au large de Bastia est une bataille navale menée le 9 septembre 1943 au large de Bastia dans la mer Méditerranée. Ce fut l'une des rares réactions italiennes réussies à l'Opération Achse et l'un des premiers actes de résistance des forces armées italiennes contre l'Allemagne nazie après l'armistice de Cassibile le 3 septembre 1943.

## Contexte
À l'annonce de l'armistice entre l'Italie et les forces alliées, le soir du 8 septembre 1943, le port de Bastia, en Corse occupée par l'Italie, était rempli de navires italiens et allemands.
Les Italiens diposaient, amarrés dans le port, des torpilleurs Ardito et Aliseo (de classe Ciclone), de la vedette lance-torpilles MAS 543, des navires marchands Sassari et Humanitas, et de 18 navires auxiliaires (dragueurs de mines, chasseurs de sous-marin auxiliaires, remorqueurs). La corvette Cormorano (de classe Gabbiano (en)) était en mission de patrouille de surveillance anti-sous-marine devant Bastia.
La Marine allemande ne possédait pour sa part qu'une petite force constituée des chasseurs de sous-marin auxiliaires UJ 2203 (ex-chalutier Austral) et UJ 2219 (ex-yacht belge Insuma) et de sept chalands de transport Marinefährprahm (F 366, F 387, F 459, F 612, F 623, F 1012, F 1023).
Alors que les hauts commandants locaux italiens et allemands parvenaient à un accord permettant aux forces allemandes de se retirer en toute sécurité vers l'Italie continentale, la Kriegsmarine déclenchait à leur insu l'opération « Einbringung Ernte » visant à occuper les ports et à sécuriser les navires allemands.

## Les Allemands attaquent le port
L'attaque a commencé vers minuit dans la nuit du 8 au 9 septembre, lorsque trois groupes de marins allemands, sous les ordres du Lt.z.s. Heuse et de l'Oblt.z.s. Zelle, prirent d'assaut et capturèrent le torpilleur Ardito, la vedette MAS 543 et le navire Humanitas ; l'Aliseo avait entretemps (à 23 h 40) quitté le port et l'Ardito s’apprêtait à en faire de même. Des tirs nourris d'armes automatiques et antiaériennes ont ensuite semé la confusion et mis le feu à l'Humanitas, chargé de munitions.
Alors qu'Allemands et Italiens s'affairaient pour éteindre l'incendie, peu après l'aube du 9 septembre, trois pelotons de la 1ère compagnie du LXXIème bataillon de Bersagliers motocyclistes (LXXI° Btg. bers. motoclisti) suivis de chars légers menèrent une contre-attaque italienne qui conduisit à une reconquête rapide du port. Les Italiens reprirent également le contrôle des navires capturés par les Allemands, libérant les prisonniers.
Le bilan de ces combats est pour le moins confus ; une source italienne parle de 160 morts et de nombreux blessés allemands, et de 5 morts et 51 blessés italiens à terre, et 80 tués, blessés et disparus à bord des navires, presque tous sur le torpilleur Ardito. Une autre source italienne indique 500 tués allemands et de nombreux blessés. Le témoignage d'un bersaglier italien et une source allemande rapportent que les Allemands n'ont pas résisté et avaient évacué le port à l'arrivée des chars italiens.

## Combat naval
Apprenant que des renforts italiens étaient en route, Lt.z.s. Heuse et de l'Oblt.z.s. Zelle décidèrent de tenter de sortir du port avec les deux chasseurs de sous-marins et les cinq chalands de transport du groupe Heuse (F 366, F 387, F 459, F 612, F 623), arrivé de Livourne la veille.
Vers 6h30, alors qu'il franchissait les obstructions protégeant l'entrée du port, le convoi allemand fut pris pour cible par les batteries côtières italiennes. Touché, le F 612 prit feu et commença à donner de la bande à la suite de plusieurs coups directs à l'avant et à l'arrière.
A ce stade, les sources allemandes évoquent également l'intervention d'un sous-marin britannique, qui aurait lâché sans succès deux torpilles sur le F 612 ; pris pour cible par les chalands allemands, il aurait ensuite plongé et disparu,.
L'Aliseo, qui avait reçu l'ordre à 06 h 00 de croiser devant le port pour empêcher les navires allemands d'en sortir, surgit alors du sud-est, suivi à distance du Cormorano. Peu après 7 h 00 du matin, la flottille allemande ouvrit le feu sur l'Aliseo, qui riposta à 7 h 06, à une distance de 8 300 mètres. A 7 h 30, l'Aliseo fut touché par un obus de 88 mm dans la salle des machines et temporairement immobilisé, mais les dégâts furent rapidement réparés et le torpilleur engagea ses adversaires et les détruisit les uns après les autres, entre 8 h 20  et 8 h 35. Le Cormorano intervint pendant la phase finale de la bataille et, avec l'Aliseo, força les chalands encore à flot à s'échouer. Le Cormorano aurait également endommagé le Fl.B. 412, navire de la Luftwaffe de 43 tonneaux.
Ainsi, tous les navires allemands du convoi furent coulés, ou sabordés après s'être échoués à la Marine de Sisco.
- L'UJ 2203 a été coulé par un coup au but.
- Le F 612, endommagé par les batteries côtières, gîtait fortement et tous ses canons étaient hors de combat ; lorsque lAliseo n'a plus été distant que de 800 m, son capitaine a donné l'ordre d'évacuation et de sabordage du navire. Le navire a coulé rapidement, à environ 2 000 m au large de la côte. Une partie de l'équipage, notamment les blessés, a été fait prisonnier par les Italiens à bord de lAliseo ou bien à terre.
- Le F 366 a été gravement touché dans la salle des machines; le bateau, incendié par de multiples impacts sur le pont arrière, comptait 1 mort et plusieurs blessés. Son commandant a ordonné l'abandon du navire, qui a coulé rapidement à environ 2 000 m au large de la côte.
- L'UJ 2219 a également coulé après un coup au but; son équipage a été capturé par les Italiens.
- Le F 387 est parvenu à atteindre la côte en relativement bon état, malgré un coup au but sur le poste anti-aérien avant. Devant l'incertitude de la situation, son commandant a préféré donné l'ordre de le faire sauter.
- Le F 459, après avoir repêché les 17 survivants de l'UJ 2203, a encaissé un total de 5 coups au but. Flottant à peine, il est cependant parvenu à s'échouer sur la côte où il a été sabordé comme le F 387.
- Le F 623 a été incendié par plusieurs coups au but et s'est complètement consumé après s'être échoué[4].

Les pertes totales rapportées par la 4ème Flottille de Débarquement s'élevaient à 1 mort, 19 blessés.
L'Aliseo se dirigea ensuite (avec lArdito endommagé) vers Portoferraio, sur l'île d'Elbe, comme ordonné. Il y débarqua les Allemands repêchés lors de la bataille navale, qui purent ensuite rejoindre leur unité. Les dégâts subis par lArdito conduisirent plus tard à abandonner le navire à Portoferraio, où il fut finalement capturé par les forces allemandes lorsqu'elles s'emparèrent de l'île le 17 septembre.